# ヒルトン名古屋
ヒルトン名古屋（ヒルトンなごや、英: Hilton Nagoya）は、愛知県名古屋市中区栄一丁目にあるホテル。運営はヒルトングループ（名古屋ヒルトン株式会社）。高さは110.5m。

## 特徴
1989年（平成元年）3月、伏見の広小路通（愛知県道60号名古屋長久手線）沿いに開業。地上28階建て高さ110.50mの超高層ホテルは朝日新聞名古屋本社ビルと一体として再開発されたアムナットスクエア（AMMNAT SQUARE）の一角に入居。高速インターネット通信完備のエグゼクティブ&デラックスフロア含む全460室、6つのレストラン&バー、大小20の宴会場、無料で利用できるフィットネスセンターには、屋内温水プール、ジム、サウナを備える。ほかにも、屋外テニスコート、ビジネスセンターなど。
ヒルトン名古屋の隣にハードロックカフェ名古屋店があり、海外アーティストの名古屋公演が行われる際、宿泊先に使われるケースが多く知られている。またナゴヤドームでの試合の際の阪神タイガースの宿泊先となっている。

## 設備
- インプレイス 3 - 3 （オールデイダイニング）
- ハイドアウェイ 3 - 3 （バー）
- 王朝（中華料理）
- 源氏（日本料理、鉄板焼き、会席料理、寿司、天ぷら）
- カフェ 3 - 3 アーティサンスイーツ&ベーカリー（テイクアウト、コーヒー）
- ヒルトンプラザ（ショッピングモール）
- エグゼクティブラウンジ
- フィットネスセンター

## アクセス

### 鉄道
- JR東海・名古屋臨海高速鉄道あおなみ線 名古屋駅、近鉄名古屋駅、名鉄名古屋駅より徒歩で約15分、タクシーで約5分。
- 名古屋市営地下鉄東山線・鶴舞線 伏見駅より徒歩で約3分。

### バス
- 名古屋駅より無料シャトルバス。

### タクシー
- 中部国際空港（セントレア）からタクシーで60 - 80分。